# For We Are
For We Are is het debuutalbum van de Belgische band Oceans of Sadness, uitgebracht in 2000 door LSP Records.

## Track listing
1. "As The Feast Begins" — 0:56
2. "For When You Sleep, My Love" — 5:19
3. "Re-Erase" — 7:44
4. "A Dying Nightingale" — 6:16
5. "Again The Wölf Wins" — 4:13
6. "The Apocalypse" — 4:20
7. "When We Became One" — 3:50
8. "Oceans Of Sadness" — 6:59
9. "Your Faith" — 4:43
10. "Low" — 4:24
11. "Judas" — 6:15